# Campionati mondiali di sci alpino 2019
I Campionati mondiali di sci alpino 2019 si sono svolti in Svezia, ad Åre, dal 4 al 17 febbraio. Il programma ha incluso gare di discesa libera, supergigante, slalom gigante, slalom speciale e combinata, tutte sia maschili sia femminili, e una gara a squadre mista.

## Assegnazione e impianti
La sede è stata decisa dal congresso FIS di Barcellona il 5 giugno 2014; la candidata sconfitta era l'italiana Cortina d'Ampezzo.
Åre aveva già ospitato i Campionati mondiali nel 1954 e nel 2007.

## Risultati

### Uomini

#### Discesa libera
| Pos. | Atleta                  | Nazione     | Tempo   |
| ---- | ----------------------- | ----------- | ------- |
| 1    | Kjetil Jansrud          | Norvegia    | 1:19,98 |
| 2    | Aksel Lund Svindal      | Norvegia    | 1:20,00 |
| 3    | Vincent Kriechmayr      | Austria     | 1:20,31 |
| 4    | Beat Feuz               | Svizzera    | 1:20,42 |
| 5    | Matthias Mayer          | Austria     | 1:20,63 |
| 6    | Dominik Paris           | Italia      | 1:20,72 |
| 7    | Benjamin Thomsen        | Canada      | 1:20,73 |
| 8    | Aleksander Aamodt Kilde | Norvegia    | 1:20,80 |
| 9    | Bryce Bennett           | Stati Uniti | 1:20,81 |
| 9    | Mauro Caviezel          | Svizzera    | 1:20,81 |

Data: sabato 9 febbraio 2019

Ore: 13.30 (UTC+1)

Pista: Olympia

Partenza: 1 033 m s.l.m.

Arrivo: 396 m s.l.m.

Dislivello: 637 m

Tracciatore: Hannes Trinkl (FIS)

#### Supergigante
| Pos. | Atleta                   | Nazione     | Tempo   |
| ---- | ------------------------ | ----------- | ------- |
| 1    | Dominik Paris            | Italia      | 1:24,20 |
| 2    | Johan Clarey             | Francia     | 1:24,29 |
| 2    | Vincent Kriechmayr       | Austria     | 1:24,29 |
| 4    | Christof Innerhofer      | Italia      | 1:24,55 |
| 5    | Adrien Théaux            | Francia     | 1:24,57 |
| 6    | Josef Ferstl             | Germania    | 1:24,59 |
| 7    | Brice Roger              | Francia     | 1:24,61 |
| 8    | Mattia Casse             | Italia      | 1:24,70 |
| 8    | Steven Nyman             | Stati Uniti | 1:24,70 |
| 8    | Adrian Smiseth Sejersted | Norvegia    | 1:24,70 |

Data: mercoledì 6 febbraio 2019

Ore: 12.30 (UTC+1)

Pista: Olympia

Partenza: 1 033 m s.l.m.

Arrivo: 396 m s.l.m.

Dislivello: 637 m

Tracciatore: Reto Nydegger (Norvegia)

#### Slalom gigante
| Pos. | Atleta               | Nazione  | Tempo   |
| ---- | -------------------- | -------- | ------- |
| 1    | Henrik Kristoffersen | Norvegia | 2:20,24 |
| 2    | Marcel Hirscher      | Austria  | 2:20,44 |
| 3    | Alexis Pinturault    | Francia  | 2:20,66 |
| 4    | Loïc Meillard        | Svizzera | 2:21,36 |
| 5    | Žan Kranjec          | Slovenia | 2:21,48 |
| 5    | Marco Schwarz        | Austria  | 2:21,48 |
| 7    | Leif Kristian Haugen | Norvegia | 2:21,52 |
| 8    | Alexander Schmid     | Germania | 2:22,03 |
| 9    | Stefan Brennsteiner  | Austria  | 2:22,22 |
| 10   | Marco Odermatt       | Svizzera | 2:22,23 |

Data: venerdì 15 febbraio 2019

1ª manche:

Ore: 14.15 (UTC+1)

Pista: Olympia

Partenza: 812 m s.l.m.

Arrivo: 396 m s.l.m.

Dislivello: 416 m

Tracciatore: Michael Rottensteiner (Norvegia)

2ª manche:

Ore: 17.45 (UTC+1)

Pista: Olympia

Partenza: 812 m s.l.m.

Arrivo: 396 m s.l.m.

Dislivello: 416 m

Tracciatore: Bernd Brunner (Germania)

#### Slalom speciale
| Pos. | Atleta               | Nazione     | Tempo   |
| ---- | -------------------- | ----------- | ------- |
| 1    | Marcel Hirscher      | Austria     | 2:05,86 |
| 2    | Michael Matt         | Austria     | 2:06,51 |
| 3    | Marco Schwarz        | Austria     | 2:06,62 |
| 4    | Alexis Pinturault    | Francia     | 2:06,79 |
| 5    | Ramon Zenhäusern     | Svizzera    | 2:06,82 |
| 6    | Manuel Feller        | Austria     | 2:06,90 |
| 7    | Clément Noël         | Francia     | 2:06,95 |
| 8    | Henrik Kristoffersen | Norvegia    | 2:06,98 |
| 9    | Dave Ryding          | Regno Unito | 2:07,03 |
| 10   | Stefano Gross        | Italia      | 2:07,33 |

Data: domenica 17 febbraio 2019

1ª manche:

Ore: 11.00 (UTC+1)

Pista: Olympia

Partenza: 615 m s.l.m.

Arrivo: 396 m s.l.m.

Dislivello: 219 m

Tracciatore: Michael Piercher (Svizzera)

2ª manche:

Ore: 14.30 (UTC+1)

Pista: Olympia

Partenza: 615 m s.l.m.

Arrivo: 396 m s.l.m.

Dislivello: 219 m

Tracciatore: Simone Deldio (Francia)

#### Combinata
| Pos. | Atleta                | Nazione  | Tempo   |
| ---- | --------------------- | -------- | ------- |
| 1    | Alexis Pinturault     | Francia  | 1:47,71 |
| 2    | Štefan Hadalin        | Slovenia | 1:47,95 |
| 3    | Marco Schwarz         | Austria  | 1:48,17 |
| 4    | Riccardo Tonetti      | Italia   | 1:48,38 |
| 5    | Linus Straßer         | Germania | 1:48,51 |
| 6    | Victor Muffat Jeandet | Francia  | 1:48,52 |
| 7    | Mauro Caviezel        | Svizzera | 1:48,57 |
| 8    | Luca Aerni            | Svizzera | 1:48,73 |
| 9    | Dominik Paris         | Italia   | 1:49,22 |
| 10   | Felix Monsén          | Svezia   | 1:49,34 |

Data: lunedì 11 febbraio 2019

1ª manche:

Ore: 11.00 (UTC+1)

Pista: Olympia

Partenza: 934 m s.l.m.

Arrivo: 396 m s.l.m.

Dislivello: 538 m

Tracciatore: Hannes Trinkl (FIS)

2ª manche:

Ore: 14.30 (UTC+1)

Pista: Olympia

Partenza: 

Arrivo: 

Dislivello: 

Tracciatore: Fabien Munier (Francia)

### Donne

#### Discesa libera
| Pos. | Atleta             | Nazione     | Tempo   |
| ---- | ------------------ | ----------- | ------- |
| 1    | Ilka Štuhec        | Slovenia    | 1:01,74 |
| 2    | Corinne Suter      | Svizzera    | 1:01,97 |
| 3    | Lindsey Vonn       | Stati Uniti | 1:02,23 |
| 4    | Stephanie Venier   | Austria     | 1:02,27 |
| 5    | Ragnhild Mowinckel | Norvegia    | 1:02,33 |
| 6    | Nicol Delago       | Italia      | 1:02,36 |
| 7    | Ramona Siebenhofer | Austria     | 1:02,38 |
| 8    | Lara Gut           | Svizzera    | 1:02,52 |
| 9    | Nicole Schmidhofer | Austria     | 1:02,55 |
| 9    | Tamara Tippler     | Austria     | 1:02,55 |

Data: domenica 10 febbraio 2019

Ore: 12.30 (UTC+1)

Pista: WM Strecke

Partenza: 898 m s.l.m.

Arrivo: 396 m s.l.m.

Dislivello: 502 m

Tracciatore: Jean-Philippe Vulliet (FIS)

#### Supergigante
| Pos. | Atleta              | Nazione     | Tempo   |
| ---- | ------------------- | ----------- | ------- |
| 1    | Mikaela Shiffrin    | Stati Uniti | 1:04,89 |
| 2    | Sofia Goggia        | Italia      | 1:04,91 |
| 3    | Corinne Suter       | Svizzera    | 1:04,94 |
| 4    | Viktoria Rebensburg | Germania    | 1:04,96 |
| 5    | Nadia Fanchini      | Italia      | 1:05,03 |
| 6    | Ragnhild Mowinckel  | Norvegia    | 1:05,05 |
| 7    | Francesca Marsaglia | Italia      | 1:05,13 |
| 8    | Ilka Štuhec         | Slovenia    | 1:05,15 |
| 9    | Lara Gut            | Svizzera    | 1:05,37 |
| 10   | Federica Brignone   | Italia      | 1:05,43 |

Data: martedì 5 febbraio 2019

Ore: 12.30 (UTC+1)

Pista: WM Strecke

Partenza: 898 m s.l.m.

Arrivo: 396 m s.l.m.

Dislivello: 502 m

Tracciatore: Roland Platzer (Svizzera)

#### Slalom gigante
| Pos. | Atleta                | Nazione     | Tempo   |
| ---- | --------------------- | ----------- | ------- |
| 1    | Petra Vlhová          | Slovacchia  | 2:01,97 |
| 2    | Viktoria Rebensburg   | Germania    | 2:02,11 |
| 3    | Mikaela Shiffrin      | Stati Uniti | 2:02,35 |
| 4    | Ragnhild Mowinckel    | Norvegia    | 2:02,47 |
| 5    | Federica Brignone     | Italia      | 2:02,84 |
| 6    | Tessa Worley          | Francia     | 2:03,06 |
| 7    | Sara Hector           | Svezia      | 2:03,91 |
| 8    | Clara Direz           | Francia     | 2:04,18 |
| 9    | Coralie Frasse Sombet | Francia     | 2:04,24 |
| 10   | Andrea Ellenberger    | Svizzera    | 2:04,39 |

Data: giovedì 14 febbraio 2019

1ª manche:

Ore: 14.15 (UTC+1)

Pista: Gästrappet

Partenza: 736 m s.l.m.

Arrivo: 396 m s.l.m.

Dislivello: 340 m

Tracciatore: Livio Magoni (Slovacchia)

2ª manche:

Ore: 18.00 (UTC+1)

Pista: Gästrappet

Partenza: 736 m s.l.m.

Arrivo: 396 m s.l.m.

Dislivello: 340 m

Tracciatore: Gianluca Rulfi (Italia)

#### Slalom speciale
| Pos. | Atleta                | Nazione     | Tempo   |
| ---- | --------------------- | ----------- | ------- |
| 1    | Mikaela Shiffrin      | Stati Uniti | 1:57,05 |
| 2    | Anna Swenn Larsson    | Svezia      | 1:57,63 |
| 3    | Petra Vlhová          | Slovacchia  | 1:58,08 |
| 4    | Katharina Liensberger | Austria     | 1:58,48 |
| 5    | Frida Hansdotter      | Svezia      | 1:59,44 |
| 6    | Laurence St-Germain   | Canada      | 1:59,65 |
| 7    | Katharina Huber       | Austria     | 1:59,85 |
| 8    | Katharina Truppe      | Austria     | 1:59,98 |
| 9    | Bernadette Schild     | Austria     | 2:00,46 |
| 10   | Erin Mielzynski       | Canada      | 2:00,59 |

Data: sabato 16 febbraio 2019

1ª manche:

Ore: 11.00 (UTC+1)

Pista: Gästrappet

Partenza: 582 m s.l.m.

Arrivo: 396 m s.l.m.

Dislivello: 186 m

Tracciatore: Werner Zurbuchen (Svizzera)

2ª manche:

Ore: 14.30 (UTC+1)

Pista: Gästrappet

Partenza: 582 m s.l.m.

Arrivo: 396 m s.l.m.

Dislivello: 186 m

Tracciatore: Tim Gfeller (Norvegia)

#### Combinata
| Pos. | Atleta             | Nazione    | Tempo   |
| ---- | ------------------ | ---------- | ------- |
| 1    | Wendy Holdener     | Svizzera   | 2:02,13 |
| 2    | Petra Vlhová       | Slovacchia | 2:02,16 |
| 3    | Ragnhild Mowinckel | Norvegia   | 2:02,58 |
| 4    | Ramona Siebenhofer | Austria    | 2:02,62 |
| 5    | Roni Remme         | Canada     | 2:03,26 |
| 6    | Federica Brignone  | Italia     | 2:03,52 |
| 7    | Kajsa Vickhoff Lie | Norvegia   | 2:03,64 |
| 8    | Franziska Gritsch  | Austria    | 2:03,82 |
| 9    | Lisa Hörnblad      | Svezia     | 2:04,19 |
| 10   | Ilka Štuhec        | Slovenia   | 2:04,27 |

Data: venerdì 8 febbraio 2019

1ª manche:

Ore: 11.30 (UTC+1)

Pista: WM Strecke

Partenza: 971 m s.l.m.

Arrivo: 396 m s.l.m.

Dislivello: 575 m

Tracciatore: Jean-Philippe Vulliet (FIS)

2ª manche:

Ore: 16.15 (UTC+1)

Pista: Gästrappet

Partenza: 

Arrivo: 

Dislivello: 

Tracciatore: Manuel Gamper (Canada)

### Misto

#### Gara a squadre
| Pos. | Nazione  | Atleti                                                                                                   |
| ---- | -------- | --- |
| 1    | Svizzera | Wendy Holdener Daniel Yule Aline Danioth Ramon Zenhäusern Andrea Ellenberger Sandro Simonet              |
| 2    | Austria  | Katharina Liensberger Michael Matt Katharina Truppe Marco Schwarz Franziska Gritsch Christian Hirschbühl |
| 3    | Italia   | Lara Della Mea Simon Maurberger Irene Curtoni Alex Vinatzer Marta Bassino Riccardo Tonetti               |

Data: martedì 12 febbraio 2019

Ore: 16.00 (UTC+1)

Pista: Olympia

Partenza: 478 m s.l.m.

Arrivo: 396 m s.l.m.

Dislivello: 82 m

Tracciatore: 

##### Torneo
La gara a squadre consiste in una competizione di slalom parallelo tra rappresentative nazionali composte da quattro atleti, due sciatori e due sciatrici, che si affrontano a due a due sul percorso di gara. Ai vincitori spetta un punto; in caso entrambe le squadre ottengano due punti, passa il turno la squadra che ha ottenuto il miglior tempo stabilito sommando le migliori prestazioni maschili e femminili.
|  | Ottavi di finale | Ottavi di finale |          |     | Quarti di finale          | Quarti di finale          |  |  | Semifinali | Semifinali |  |  | Finale | Finale |
|  |                  |                  |          |     |                           |                           |  |  |            |            |  |  |        |        |
|  |                  |                  |          |     |                           |                           |  |  |            |            |  |  |        |        |
|  |                  |                  |          |     |                           |                           |  |  |            |            |  |  |        |        |
|  | Austria          | 4                |          |     |                           |                           |  |  |            |            |  |  |        |        |
|  | Austria          | 4                |          |     |                           |                           |  |  |            |            |  |  |        |        |
|  | Argentina        | 0                |          |     |                           |                           |  |  |            |            |  |  |        |        |
|  | Argentina        | 0                | Austria  | 4   |                           |                           |  |  |            |            |  |  |        |        |
|  |                  |                  | Austria  | 4   |                           |                           |  |  |            |            |  |  |        |        |
|  |                  | Slovacchia       | 0        |     |                           |                           |  |  |            |            |  |  |        |        |
|  | Slovenia         | Slovacchia       | 0        | 2   |                           |                           |  |  |            |            |  |  |        |        |
|  | Slovenia         |                  |          | 2   |                           |                           |  |  |            |            |  |  |        |        |
|  | Slovacchia       | 2+1              |          |     |                           |                           |  |  |            |            |  |  |        |        |
|  | Slovacchia       | 2+1              | Austria  | 2+1 |                           |                           |  |  |            |            |  |  |        |        |
|  |                  |                  | Austria  | 2+1 |                           |                           |  |  |            |            |  |  |        |        |
|  |                  | Italia           | 2        |     |                           |                           |  |  |            |            |  |  |        |        |
|  | Norvegia         | Italia           | 2        | 4   |                           |                           |  |  |            |            |  |  |        |        |
|  | Norvegia         |                  |          | 4   |                           |                           |  |  |            |            |  |  |        |        |
|  | Rep. Ceca        | 0                |          |     |                           |                           |  |  |            |            |  |  |        |        |
|  | Rep. Ceca        | 0                | Norvegia | 1   |                           |                           |  |  |            |            |  |  |        |        |
|  |                  |                  | Norvegia | 1   |                           |                           |  |  |            |            |  |  |        |        |
|  |                  | Italia           | 3        |     |                           |                           |  |  |            |            |  |  |        |        |
|  | Italia           | Italia           | 3        | 3   |                           |                           |  |  |            |            |  |  |        |        |
|  | Italia           |                  |          | 3   |                           |                           |  |  |            |            |  |  |        |        |
|  | Finlandia        | 1                |          |     |                           |                           |  |  |            |            |  |  |        |        |
|  | Finlandia        | 1                | Austria  | 2   |                           |                           |  |  |            |            |  |  |        |        |
|  |                  |                  | Austria  | 2   |                           |                           |  |  |            |            |  |  |        |        |
|  |                  | Svizzera         | 2+1      |     |                           |                           |  |  |            |            |  |  |        |        |
|  | Francia          | Svizzera         | 2+1      | 3   |                           |                           |  |  |            |            |  |  |        |        |
|  | Francia          |                  |          | 3   |                           |                           |  |  |            |            |  |  |        |        |
|  | Russia           | 1                |          |     |                           |                           |  |  |            |            |  |  |        |        |
|  | Russia           | 1                | Francia  | 1   |                           |                           |  |  |            |            |  |  |        |        |
|  |                  |                  | Francia  | 1   |                           |                           |  |  |            |            |  |  |        |        |
|  |                  | Germania         | 3        |     |                           |                           |  |  |            |            |  |  |        |        |
|  | Germania         | Germania         | 3        | 3   |                           |                           |  |  |            |            |  |  |        |        |
|  | Germania         |                  |          | 3   |                           |                           |  |  |            |            |  |  |        |        |
|  | Regno Unito      | 1                |          |     |                           |                           |  |  |            |            |  |  |        |        |
|  | Regno Unito      | 1                | Germania | 2   |                           |                           |  |  |            |            |  |  |        |        |
|  |                  |                  | Germania | 2   |                           |                           |  |  |            |            |  |  |        |        |
|  |                  | Svizzera         | 2+1      |     | Finale per il terzo posto | Finale per il terzo posto |  |  |            |            |  |  |        |        |
|  | Svezia           | Svizzera         | 2+1      | 3   | Finale per il terzo posto | Finale per il terzo posto |  |  |            |            |  |  |        |        |
|  | Svezia           |                  |          | 3   |                           |                           |  |  |            |            |  |  |        |        |
|  | Canada           | 1                |          |     |                           |                           |  |  |            |            |  |  |        |        |
|  | Canada           | 1                | Svezia   | 2   | Italia                    | 3                         |  |  |            |            |  |  |        |        |
|  |                  |                  | Svezia   | 2   | Italia                    | 3                         |  |  |            |            |  |  |        |        |
|  |                  | Svizzera         | 2+1      |     | Germania                  | 1                         |  |  |            |            |  |  |        |        |
|  | Svizzera         | Svizzera         | 2+1      | 4   | Germania                  | 1                         |  |  |            |            |  |  |        |        |
|  | Svizzera         |                  |          | 4   |                           |                           |  |  |            |            |  |  |        |        |
|  | Belgio           | 0                |          |     |                           |                           |  |  |            |            |  |  |        |        |
|  | Belgio           | 0                |          |     |                           |                           |  |  |            |            |  |  |        |        |

## Medagliere per nazioni
| Pos.   | Nazione     | Oro | Argento | Bronzo | Totale |
| ------ | ----------- | --- | ------- | ------ | ------ |
| 1      | Norvegia    | 2   | 1       | 1      | 4      |
| 1      | Svizzera    | 2   | 1       | 1      | 4      |
| 3      | Stati Uniti | 2   | 0       | 2      | 4      |
| 4      | Austria     | 1   | 4       | 3      | 8      |
| 5      | Francia     | 1   | 1       | 1      | 3      |
| 5      | Italia      | 1   | 1       | 1      | 3      |
| 5      | Slovacchia  | 1   | 1       | 1      | 3      |
| 8      | Slovenia    | 1   | 1       | 0      | 2      |
| 9      | Germania    | 0   | 1       | 0      | 1      |
| 9      | Svezia      | 0   | 1       | 0      | 1      |
| Totale | Totale      | 11  | 12      | 10     | 33     |